# Diocesi di Taso

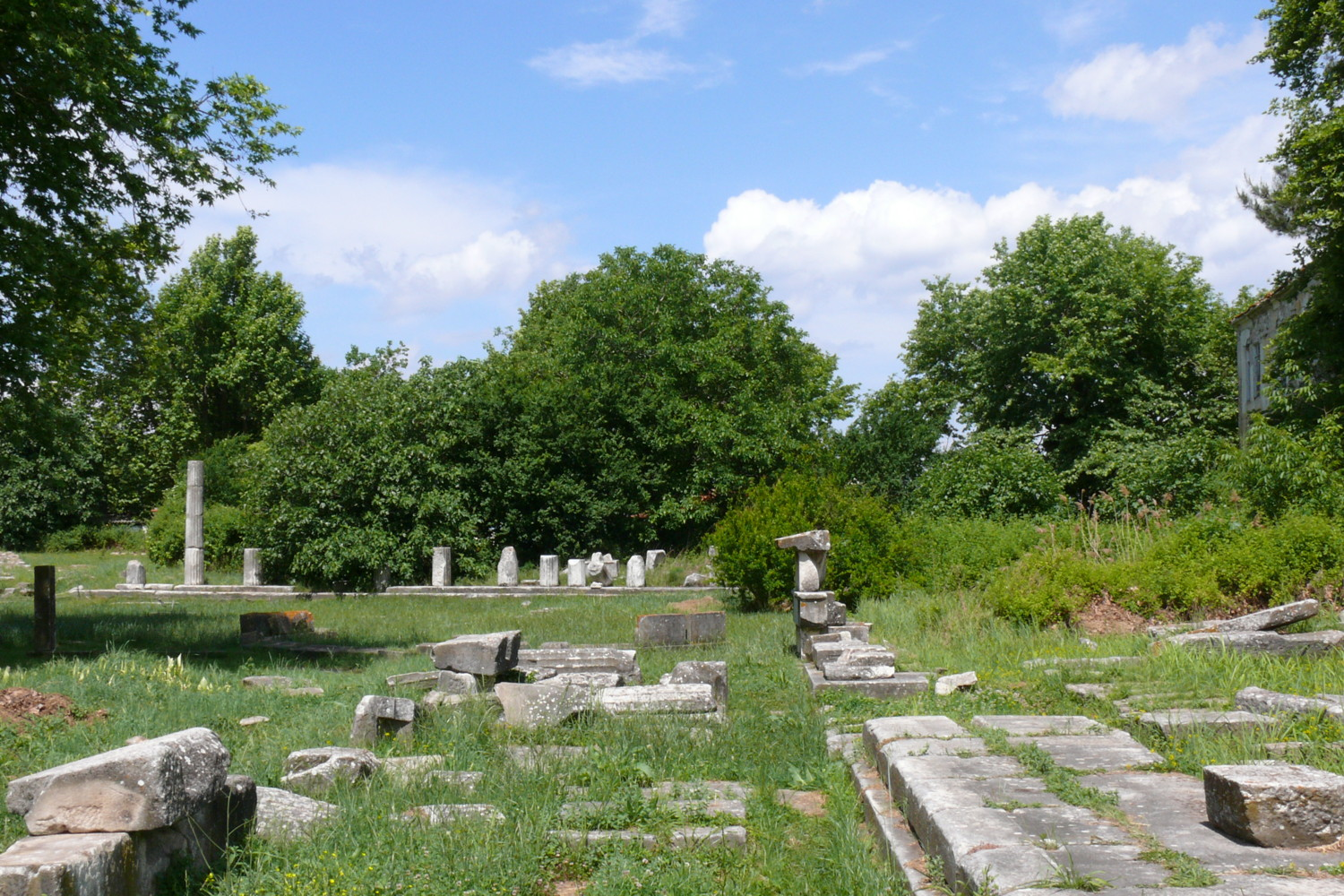
L'agorà di Taso.

La diocesi di Taso (in latino: Dioecesis Thasiensis) è una sede soppressa e sede titolare della Chiesa cattolica.

## Storia
Taso, corrispondente al villaggio di Limena nell'isola di Taso in Grecia, è un'antica sede vescovile della provincia romana della Macedonia Seconda nella diocesi civile omonima, suffraganea dell'arcidiocesi di Filippi.
Sono solo due i vescovi noti di questa diocesi nel primo millennio: Onorato prese parte al concilio di Calcedonia nel 451; il nome di Alessandro appare in un'iscrizione databile al V o VI secolo.
Dal XIX secolo Taso è annoverata tra le sedi vescovili titolari della Chiesa cattolica; la sede è vacante dall'11 marzo 1989.

## Cronotassi

### Vescovi greci
- Onorato † (menzionato nel 451)
- Alessandro † (V o VI secolo)[1]

### Vescovi titolari
- Emmerich Bjelik † (8 gennaio 1913 - 9 maggio 1927 deceduto)
- Francis Johannes † (19 dicembre 1927 - 20 aprile 1929 succeduto vescovo di Leavenworth)
- Francis Joseph Wall † (23 gennaio 1931 - 16 maggio 1947 deceduto)
- Joseph Mary Marling, C.Pp.S. † (7 giugno 1947 - 24 agosto 1956 nominato vescovo di Jefferson City)
- Wilhelmus Marinus Bekkers † (19 dicembre 1956 - 27 giugno 1960 succeduto vescovo di 's-Hertogenbosch)
- Carl Schmidt † (8 luglio 1962 - 11 marzo 1989 deceduto)